# Copa Internacional KLM
La Copa KLM fue una competencia amistosa de fútbol organizada por la Empresa KLM con la presencia de dos equipos costarricense de la Primera División de Costa Rica, la Liga Deportiva Alajuelense, y el Deportivo Saprissa, además del club brasileño Paraná Clube y el cuadro alemán Borussia Dortmund.
La cuadrangular se disputaró entre el 16 de junio y el 23 de junio en tres escenarios, el estadio Alejandro Morera Soto, en Alajuela, en el estadio Estadio Ricardo Saprissa en San Juan de Tibás, y en el Estadio Nacional de Costa Rica en San José.

## Participantes
- Liga Deportiva Alajuelense (Costa Rica)
- Borussia Dortmund (Alemania)
- Deportivo Saprissa (Costa Rica)
- Paraná Clube (Brasil)

#### Clasificación
|    | Equipos            |  | PJ | PG | PE | PP | GF | GC | Dif. | Pts. |
| -- | ------------------ |  | -- | -- | -- | -- | -- | -- | ---- | ---- |
| 1. | L.D. Alajuelense   |  | 3  | 1  | 2  | 0  | 2  | 1  | +1   | 4    |
| 2. | Deportivo Saprissa |  | 3  | 0  | 3  | 0  | 3  | 3  | 0    | 3    |
| 3. | Borussia Dortmund  |  | 3  | 0  | 3  | 0  | 2  | 2  | 0    | 3    |
| 4. | Paraná Clube       |  | 3  | 0  | 2  | 1  | 4  | 5  | -1   | 2    |

## Campeón
| Año  | Campeón     | Subcampeón |
| ---- | ----------- | ---------- |
| 1994 | Alajuelense | Saprissa   |

## Títulos por club
| Club              | Títulos |
| ----------------- | ------- |
| L. D. Alajuelense | 1       |